# Predajná
Predajná és un poble i municipi d'Eslovàquia que es troba a la regió de Banská Bystrica.

## Història
La primera menció escrita de la vila es remunta al 1284.

## Demografia
| Godina             | 1994 | 2004   | 2014   | 2024   |
| ------------------ | ---- | ------ | ------ | ------ |
| Nombre de persones | 1272 | 1384   | 1338   | 1265   |
| Diferència         |      | +8,80% | −3,32% | −5,45% |

| Godina             | 2023 | 2024   |
| ------------------ | ---- | ------ |
| Nombre de persones | 1291 | 1265   |
| Diferència         |      | −2,01% |